# Distretto di Layyah
Il distretto di Layyah (in urdu: ضلع لیہ) è un distretto del Punjab, in Pakistan, che ha come capoluogo Layyah. Nel 1998 possedeva una popolazione di 1.120.951 abitanti.